# Manoel Gomes
Manoel Jardim Gomes, más conocido como Manoel Gomes (Balsas, 2 de diciembre de 1969), es un cantante de brega brasileño y creador musical. es nacionalmente conocido por crear la canción "Caneta Azul", la cual se convirtió en un viral meme de Internet, en Brasil.

## Biografía
Manoel Gomes nació en Balsas, Maranhão, Brasil el 2 de diciembre de 1969, y desde niño, se interesó por la música. El cantante incluso afirmó, en entrevistas, que ha estado escribiendo canciones desde que tenía 15 años. Cursó hasta la escuela secundaria y hasta 2019, se trabajó en Maranhão como guardia de barrio .
Hoy, después de su éxito, vive en la ciudad de São Luís, Brasil.

## Carrera
El músico ganó una gran notoriedad en el segundo semestre de 2019 con el tema "Caneta Azul", escrito por el propio Manoel. Escribió la canción basándose en una experiencia personal de perder frecuentemente sus bolígrafos en la escuela primaria. La canción se convirtió en viral y recibió interpretaciones de varios artistas de la escena musical, como Wesley Safadão y Simone Mendes. Manoel Gomes solo grabó la canción después de su éxito.
En agosto de 2020, Manoel Gomes lanzó Caneta Azul, su álbum debut. El proyecto contó con producción musical y arreglos del percusionista Laércio da Costa. Además del tema principal, producido en dos versiones Bachata y axé brasileño, el repertorio trajo temas como "Maura", "Ela é muito vagabunda" y "Parabéns". "Eu vou deixar de ser besta", del mismo disco, ganó una versión en videoclip y alcanzó unas 100.000 visualizaciones en menos de una semana.